# Diphyllobothrium latum
El gusano ancho (Diphyllobothrium latum) es una especie de platelminto parásito de la clase de los cestodos, que provoca en humanos la enfermedad llamada difilobotriasis, botriocefalosis o botriocefaliasis. Tiene dos huéspedes intermediarios, el primero son crustáceos copépodos y el segundo son los peces de agua dulce, después de ingerir copépodos infectados.  La transmisión a los humanos (y a otros mamíferos) ocurre al consumir pescado fresco crudo. Se ha cambiado el nombre de género recientemente como Dibothriocephalus por lo que ahora debería llamarse Dibothriocephalus latus.

## Características
D. latum tiene un escólex alargado y, a diferencia de otros cestodos, tiene discos succionadores en lugar de ventosas. Los huevos son ovales y tienen un opérculo en forma de tapa. 

## Ciclo biológico

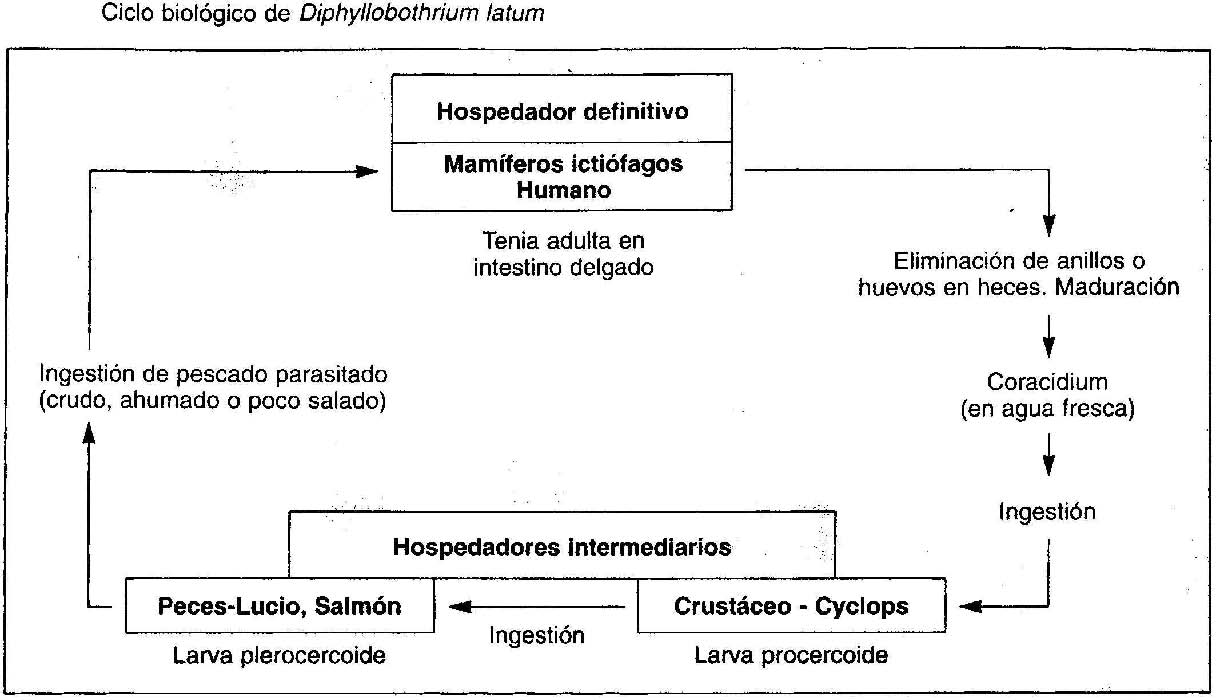
Ciclo biológico del Diphyllobothrium latum.

Los huevos no embrionados son liberados a través de las heces; en el agua se vuelven embrionados y son consumidos por crustáceos o peces en forma de coracidios. Después de ser ingeridos por los peces predadores, las larvas jóvenes o procercoides migran a la musculatura y se desarrollan las larvas maduras o plerocercoides. Si las plerocercoides son ingeridos por los humanos se desarrolla el gusano adulto, el cual  que pueden producir numerosos huevecillos. En el intestino humano pueden alcanzar una longitud que alcanza 13 metros y llegar a vivir durante 20 años. En el intestino las proglótides liberan los huevos inmaduros, siendo expulsados con las heces, iniciándose un nuevo ciclo.

## Patogénesis y factores de virulencia
El hallazgo patológico principal es la presencia de gusanos en el intestino adulto con datos de inflamación local.

## Manifestaciones clínicas
Cursan generalmente asintomáticas. Malestar abdominal, pérdida de peso, ataque al estado general, diarrea. Infrecuente pero muy característico: absorción de grandes cantidades de vitamina B12 por parte de los céstodos, provocando anemia megaloblástica por déficit, datos clínicos de anemia y síntomas neurológicos.
También la presencia del parásito puede ocasionar una reacción tóxico-alérgica.

## Diagnóstico de laboratorio

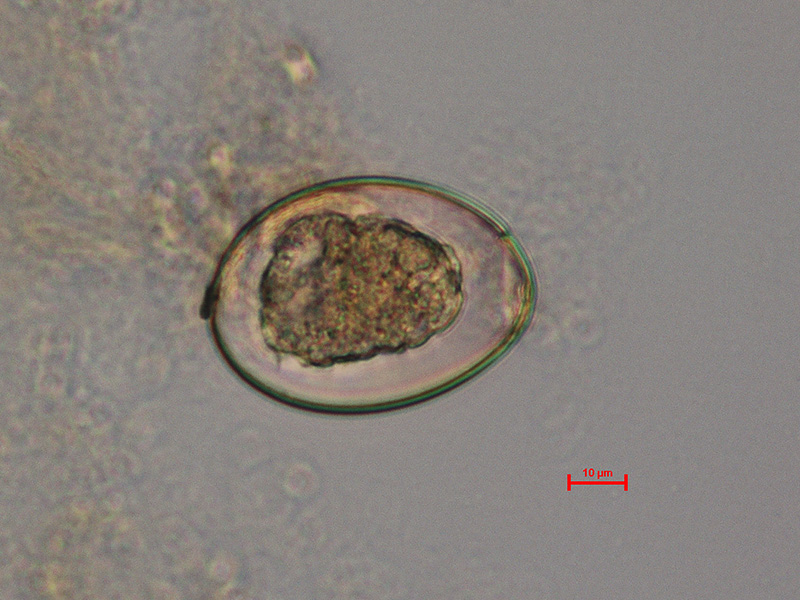
Diphyllobothrium latum - huevo con opérculo

Demostración de huevos con opérculo en las evacuaciones o proglótides que son más anchas que alargadas (con patrón en roseta de las ramas uterinas) en heces o vómito.

## Tratamiento y prevención
- Praziquantel
- Administración de vitamina B12 para corregir el déficit.
- Prevención mediante cocción de pescados, evitar sitios de agua dulce con heces humanas.

## Curiosidades
- En el episodio "Insensible", de la serie norteamericana House, se descubrió un ejemplar adulto en el intestino de la paciente.